# 下利亞諾 (瓜拉雷區)
下利亞諾（西班牙語：Llano Abajo），是巴拿馬的城鎮，位於該國中南部，由洛斯桑托斯省的瓜拉雷區負責管轄，面積21.3平方公里，海拔高度331米，2010年人口550，人口密度每平方公里25.8人。